# Indios de Mayagüez 2019 (pallavolo)
Questa voce raccoglie le informazioni riguardanti gli Indios de Mayagüez nelle competizioni ufficiali della stagione 2019.

## Organigramma societario
Area direttiva
- Presidente: Karimar Brown

Area tecnica
- Primo allenatore: Carlos Rodríguez

## Rosa
| N° | Nome            | Ruolo | Data di nascita   | Nazionalità sportiva |
| -- | --------------- | ----- | ----------------- | -------------------- |
| 2  | Fabián Rohena   | C     | 5 gennaio 1994    | Porto Rico           |
| 3  | Manuel Blondet  | C     | 22 settembre 1997 | Porto Rico           |
| 4  | Carlos Faccio   | P     | 14 aprile 1994    | Porto Rico           |
| 5  | Kevin Rodríguez | P     | 12 agosto 1994    | Porto Rico           |
| 6  | Eddie Rivera    | S     | 16 giugno 1992    | Porto Rico           |
| 8  | Ángel Pérez     | P     | 20 maggio 1982    | Porto Rico           |
| 9  | Jorge Mencía    | O     | 14 aprile 1990    | Porto Rico           |
| 10 | Marcos Liendo   | L     | 8 novembre 1989   | Porto Rico           |
| 11 | Jessie Colón    | C     | 20 settembre 1984 | Porto Rico           |
| 12 | Pedro Rosario   | O     | 18 maggio 1994    | Porto Rico           |
| 14 | Brian Negrón    | P     | 15 febbraio 1996  | Porto Rico           |
| 15 | Ricardo Padilla | S     | -                 | Porto Rico           |
| 16 | Sirianis Méndez | S     | 14 marzo 1983     | Porto Rico           |
| 17 | Kevin López     | S     | 24 aprile 1995    | Porto Rico           |

## Mercato
| Acquisti | Acquisti        | Acquisti             | Acquisti   |
| R.       | Nome            | da                   | Modalità   |
| -------- | --------------- | -------------------- | ---------- |
| C        | Fabián Rohena   | Llaneros de Toa Baja | definitivo |
| C        | Manuel Blondet  | ?                    | definitivo |
| P        | Carlos Faccio   | -                    | definitivo |
| P        | Kevin Rodríguez | Changos de Naranjito | definitivo |
| S        | Eddie Rivera    | Saaremaa             | definitivo |
| O        | Jorge Mencía    | Al-Ittihad           | definitivo |
| L        | Marcos Liendo   | Changos de Naranjito | definitivo |
| C        | Jessie Colón    | Gigantes de Adjuntas | definitivo |
| O        | Pedro Rosario   | -                    | definitivo |
| P        | Brian Negrón    | Top Volley Lamezia   | definitivo |
| S        | Ricardo Padilla | -                    | definitivo |
| S        | Sirianis Méndez | Llaneros de Toa Baja | definitivo |
| S        | Kevin López     | Llaneros de Toa Baja | definitivo |
| P        | Ángel Pérez     | -                    | definitivo |

| Cessioni | Cessioni | Cessioni | Cessioni |
| R. | Nome     | a        | Modalità |
| --- | -------- | -------- | -------- |
| Non sono avvenuti movimenti di mercato in uscita perché la società è stata inattiva nella stagione precedente |          |          |          |

## Risultati

### LVSM

#### Regular season
| 1ª giornata - 8 giugno 2019 Palacio de Recreación y Deportes, Mayagüez   | Indios de Mayagüez       | 1 - 3 | Mets de Guaynabo         | 18-25, 25-22, 19-25, 27-29        |
| 2ª giornata - 12 giugno 2019 Palacio de Recreación y Deportes, Mayagüez  | Indios de Mayagüez       | 3 - 1 | Cafeteros de Yauco       | 25-8, 21-25, 25-19, 25-19         |
| 3ª giornata - 14 giugno 2019 Coliseo Raúl "Pipote" Oliveras, Yauco       | Cafeteros de Yauco       | 3 - 2 | Indios de Mayagüez       | 25-22, 25-16, 20-25, 23-25, 18-16 |
| 4ª giornata - 16 giugno 2019 Palacio de Recreación y Deportes, Mayagüez  | Indios de Mayagüez       | 3 - 0 | Changos de Naranjito     | 25-20, 25-12, 25-23               |
| 5ª giornata - 19 giugno 2019 Coliseo Rafael G. Amalbert, Juncos          | Mulos de Juncos          | 3 - 2 | Indios de Mayagüez       | 23-25, 18-25, 25-21, 25-19, 15-9  |
| 6ª giornata - 21 giugno 2019 Palacio de Recreación y Deportes, Mayagüez  | Indios de Mayagüez       | 3 - 1 | Mulos de Juncos          | 25-19, 11-25, 25-22, 25-19        |
| 7ª giornata - 23 giugno 2019 Coliseo Raúl "Pipote" Oliveras, Yauco       | Cafeteros de Yauco       | 0 - 3 | Indios de Mayagüez       | 22-25, 17-25, 18-25               |
| 8ª giornata - 26 giugno 2019 Coliseo Luis Aymat Cardona, San Sebastián   | Caribes de San Sebastián | 2 - 3 | Indios de Mayagüez       | 25-22, 17-25, 21-25, 25-19, 13-15 |
| 9ª giornata - 28 giugno 2019 Coliseo Rafael G. Amalbert, Juncos          | Mulos de Juncos          | 1 - 3 | Indios de Mayagüez       | 25-19, 19-25, 23-25, 25-27        |
| 10ª giornata - 30 giugno 2019 Coliseo Mario Morales, Guaynabo            | Mets de Guaynabo         | 3 - 0 | Indios de Mayagüez       | 25-22, 29-27, 25-23               |
| 11ª giornata - 2 luglio 2019 Palacio de Recreación y Deportes, Mayagüez  | Indios de Mayagüez       | 3 - 0 | Caribes de San Sebastián | 25-14, 25-23, 25-17               |
| 12ª giornata - 4 luglio 2019 Coliseo Gelito Ortega, Naranjito            | Changos de Naranjito     | 0 - 3 | Indios de Mayagüez       | 20-25, 17-25, 20-25               |
| 13ª giornata - 6 luglio 2019 Palacio de Recreación y Deportes, Mayagüez  | Indios de Mayagüez       | 0 - 3 | Mets de Guaynabo         | 23-25, 21-25, 21-25               |
| 14ª giornata - 10 luglio 2019 Palacio de Recreación y Deportes, Mayagüez | Indios de Mayagüez       | 3 - 2 | Mulos de Juncos          | 24-26, 30-28, 22-25, 25-15, 15-10 |
| 15ª giornata - 12 luglio 2019 Coliseo Luis Aymat Cardona, San Sebastián  | Caribes de San Sebastián | 1 - 3 | Indios de Mayagüez       | 20-25, 25-21, 20-25, 17-25        |
| 16ª giornata - 16 luglio 2019 Coliseo Mario Morales, Guaynabo            | Mets de Guaynabo         | 0 - 3 | Indios de Mayagüez       | 22-25, 22-25, 20-25               |
| 17ª giornata - 18 luglio 2019 Palacio de Recreación y Deportes, Mayagüez | Indios de Mayagüez       | 2 - 3 | Changos de Naranjito     | 25-21, 23-25, 25-23, 21-25, 9-15  |
| 18ª giornata - 20 luglio 2019 Palacio de Recreación y Deportes, Mayagüez | Indios de Mayagüez       | 3 - 2 | Caribes de San Sebastián | 21-25, 25-22, 19-25, 25-17, 15-10 |
| 19ª giornata - 22 luglio 2019 Palacio de Recreación y Deportes, Mayagüez | Indios de Mayagüez       | 3 - 0 | Cafeteros de Yauco       | 25-19, 25-18, 25-17               |
| 20ª giornata - 24 luglio 2019 Coliseo Gelito Ortega, Naranjito           | Changos de Naranjito     | 0 - 3 | Indios de Mayagüez       | 21-25, 21-25, 23-25               |

#### Play-off
| Semifinali (gara 1) - 18 agosto 2019 Palacio de Recreación y Deportes, Mayagüez    | Indios de Mayagüez | 3 - 0 | Mulos de Juncos    | 25-16, 25-22, 25-15               |
| Semifinali (gara 2) - 20 agosto 2019 Coliseo Rafael G. Amalbert, Juncos            | Mulos de Juncos    | 3 - 0 | Indios de Mayagüez | 25-22, 27-25, 27-25               |
| Semifinali (gara 3) - 22 agosto 2019 Palacio de Recreación y Deportes, Mayagüez    | Indios de Mayagüez | 2 - 3 | Mulos de Juncos    | 25-12, 20-25, 22-25, 25-22, 13-15 |
| Semifinali (gara 4) - 24 agosto 2019 Coliseo Rafael G. Amalbert, Juncos            | Mulos de Juncos    | 2 - 3 | Indios de Mayagüez | 26-28, 25-20, 18-25, 25-13, 16-18 |
| Semifinali (gara 5) - 26 agosto 2019 Palacio de Recreación y Deportes, Mayagüez    | Indios de Mayagüez | 3 - 2 | Mulos de Juncos    | 25-23, 25-23, 21-25, 21-25, 15-12 |
| Semifinali (gara 6) - 30 agosto 2019 Coliseo Rafael G. Amalbert, Juncos            | Mulos de Juncos    | 3 - 1 | Indios de Mayagüez | 25-22, 25-17, 23-25, 25-23        |
| Semifinali (gara 7) - 11 settembre 2019 Palacio de Recreación y Deportes, Mayagüez | Indios de Mayagüez | 3 - 0 | Mulos de Juncos    | 25-15, 29-27, 25-16               |
| Finale (gara 1) - 13 agosto 2019 Palacio de Recreación y Deportes, Mayagüez        | Indios de Mayagüez | 1 - 3 | Mets de Guaynabo   | 26-24, 20-25, 20-25, 18-25        |
| Finale (gara 2) - 15 agosto 2019 Coliseo Mario Morales, Guaynabo                   | Mets de Guaynabo   | 3 - 1 | Indios de Mayagüez | 20-25, 25-22, 25-18, 25-15        |
| Finale (gara 3) - 17 agosto 2019 Palacio de Recreación y Deportes, Mayagüez        | Indios de Mayagüez | 3 - 2 | Mets de Guaynabo   | 25-23, 23-25, 19-25               |
| Finale (gara 4) - 19 agosto 2019 Coliseo Mario Morales, Guaynabo                   | Mets de Guaynabo   | 3 - 2 | Indios de Mayagüez | 25-22, 20-25, 25-16, 22-25, 15-11 |
| Finale (gara 5) - 21 agosto 2019 Palacio de Recreación y Deportes, Mayagüez        | Indios de Mayagüez | 2 - 3 | Mets de Guaynabo   | 23-25, 27-25, 19-25, 25-22, 12-15 |

## Statistiche

### Statistiche di squadra
| Competizione | Punti | In casa | In casa | In casa | In trasferta | In trasferta | In trasferta | Totale | Totale | Totale |
| Competizione | Punti | G       | V       | P       | G            | V            | P            | G      | V      | P      |
| ------------ | ----- | ------- | ------- | ------- | ------------ | ------------ | ------------ | ------ | ------ | ------ |
| LVSM         | 42    | 17      | 11      | 6       | 15           | 8            | 7            | 32     | 19     | 13     |
| Totale       | -     | 17      | 11      | 6       | 15           | 8            | 7            | 32     | 19     | 13     |

G = partite giocate; V = partite vinte; P = partite perse